# Liatongus californicus
Liatongus californicus là một loài bọ cánh cứng trong họ Bọ hung (Scarabaeidae).